# Lit majeur

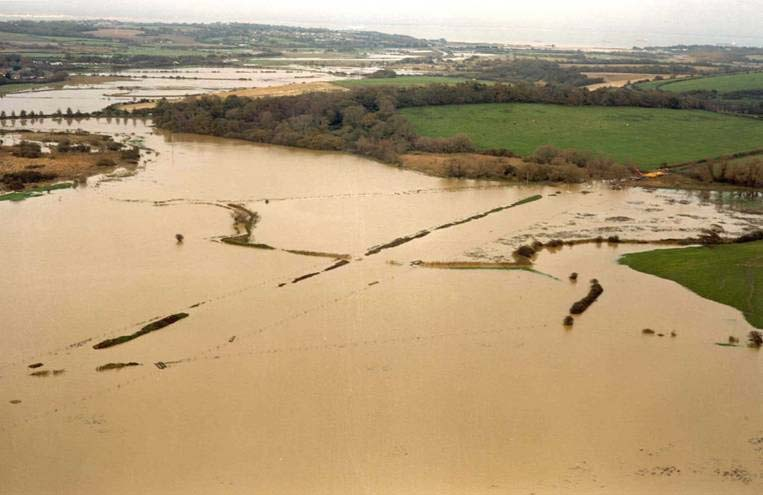
Inondation dans le lit majeur d'un fleuve côtier (île de Wight).

Le lit majeur,, lit d'inondation, plaine d'inondation ou champ d'inondation, du lit d'un cours d'eau désigne la partie qui n'est inondée qu'en cas de crue. Il est situé de part et d'autre du lit mineur du fleuve ou de la rivière et est souvent vaste. Ses bordures extérieures correspondent au niveau de la plus grande inondation historique enregistrée,. Il n'est donc qu'assez rarement occupé par l'eau et il constitue une capacité de stockage temporaire de cette eau d'inondation.
La hiérarchisation entre lit majeur et lit mineur n'est possible que pour les cours d'eau dont le débit est à la fois régulier et rythmé.

## Rugosité et sédimentation
Dans le lit mineur, où la végétation est rare et l'eau plus profonde, le courant peut être rapide et la compétence (en) est élevée. Le lit majeur est caractérisé par un étalement des eaux sur une profondeur beaucoup plus faible, et est souvent encombré par de la végétation arbustive, parfois par des constructions humaines : sa rugosité est donc très variable et plus forte que celle du lit mineur, et ainsi la vitesse d'écoulement y est plus faible. La compétence y est beaucoup moindre que dans le lit mineur.
Il y a donc un contraste granulométrique important entre le lit mineur et le lit majeur, les matériaux charriés dans le lit mineur étant beaucoup plus grossiers que ceux qui atteignent le lit majeur. C'est généralement dans le lit mineur que l'on trouvera des galets, alors que le lit majeur verra le dépôt de limons. En milieu intertropical humide, des sables, parfois grossiers, sont charriés dans le lit mineur alors que ce sont des argiles qui se déposent dans le lit majeur.
La zone de passage est ainsi une zone de discontinuité granulométrique : le courant brusquement ralenti perd sa compétence et abandonne une partie de sa charge au franchissement des berges. C'est ce qui permet la construction des « levées alluviales », qui marquent les berges par un relief séparant le lit mineur de zones plus déprimées et souvent marécageuses.
Les zones déprimées étant le lieu d'écoulements encore plus lents et de dépôts encore plus actifs, le lit majeur périodique tend à être naturellement nivelé, ce qui fait que toute la zone est inondée simultanément.

## Formation des berges
Le façonnage des berges est maximum lorsque les eaux sont assez hautes pour remplir le lit mineur, réalisant ainsi le « débit plein bord ». C'est un débit assez fréquent et assez puissant pour éroder le sol et former les berges. Les berges sont d'autant plus nettes que ce débit est fréquent. Des berges bien marquées, abruptes et continues, indiquent les débits à pleins bords fréquents et efficaces; façonnant activement le lit mineur.
Le « débit à plein bord » présente un intérêt pratique considérable, puisqu'un débit supérieur entraînera le débordement du cours d'eau, sortant de son lit mineur pour inonder son lit majeur.
Lorsque les débits de basses eaux restent importants, la partie basse des berges reste sans couvert végétal. La basse berge est de ce fait une zone de moindre résistance, ceci d'autant plus qu'elle est découpée dans les dépôts alluvionnaires peu consolidés du lit majeur. Lorsque le courant redevient assez fort pour remplir tout le lit mineur, l'érosion porte préférentiellement sur cette basse berge, et la haute berge, consolidée par la végétation, s'effondre par paquets. Des arbres basculent et provoquent des tourbillons qui accentuent ce sapement. C'est ainsi que les berges couvertes de végétation, minées par en dessous, tendent à être presque verticales.

## Lit majeur périodique et exceptionnel
On peut préciser différentes zones dans le lit majeur : périodique, épisodique et grand lit majeur. Le lit majeur périodique est régulièrement occupé par les crues, en principe tous les ans. Cette submersion modifie les conditions écologiques, de sorte que le lit majeur périodique est toujours caractérisé par une végétation particulière résistant bien à la submersion. On y retrouve souvent des communautés végétales hygrophiles.
Le lit majeur épisodique n'est inondé qu'en cas de crues exceptionnelles. Les crues y déposent périodiquement des alluvions, et la nappe phréatique y est généralement proche, ce qui en fait des terrains propices à l'agriculture. L'occupation humaine y est souvent importante, rendant catastrophiques les grandes crues exceptionnelles.